# Hans Moser (jeździec)
Hans Moser (ur. 19 stycznia 1901 w Oberdiessbach, zm. 18 listopada 1974 w Thun) – szwajcarski jeździec sportowy. Złoty medalista olimpijski z Londynu.
Największe sukcesy odnosił w dresażu. Igrzyska w 1948 były jego drugą olimpiadą, debiutował dwanaście lat wcześniej w Berlinie. Triumfował w konkursie indywidualnym. Startował na koniu Hummer.